# Thamnobryum rigidum
Thamnobryum rigidum är en bladmossart som beskrevs av H. Robinson 1974. Thamnobryum rigidum ingår i släktet rävsvansmossor, och familjen Neckeraceae. Inga underarter finns listade i Catalogue of Life.